# Vinex

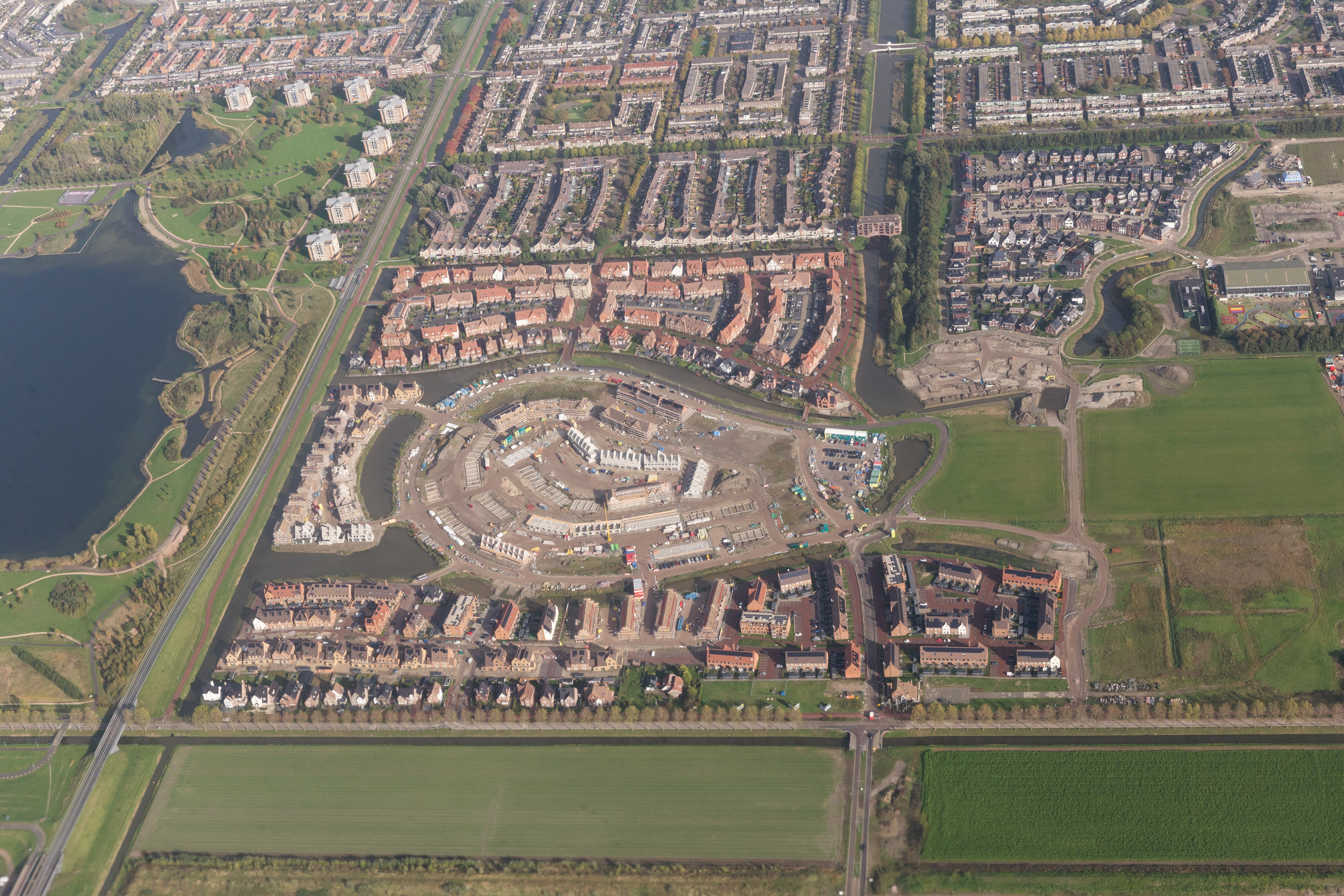
Le quartier Vinex de Hoofddorp en octobre 2019.

Vinex ou « Vierde Nota Ruimtelijke Ordening Extra » est un mémorandum publié en 1991 par le Ministère néerlandais du logement, de l'aménagement du territoire et de l'environnement (nl).
Ce mémorandum définit des principes nationaux d'aménagement et de construction de nouvelles zones d'habitation entre le 1er janvier 1995 et le 1er janvier 2005 ; il indique pour de nombreuses villes la direction dans laquelle une croissance urbaine peut être envisagée, sans imposer une directive d'occupation des sols. Les sites d'expansion des villes concernés par cette directive sont qualifiés de « quartiers Vinex ».

## Contexte et mémorandum
Dans les années 1980, le gouvernement néerlandais fait face simultanément à une croissance démographique et à une faible disponibilité foncière. En conséquence, la décision est prise de fonder l'aménagement à venir sur un principe de « ville compacte ». Toutefois, les principes non contraignants d'urbanisation laissent une grande flexibilité aux collectivités locales. Les quartiers Vinex sont souvent caractérisés en conséquence par une densité moyennement forte, généralement de trente-cinq logements à l'hectare. Ce n'est que dans les quartiers Vinex proches de grandes villes, ou bien objets de politiques ambitieuses, qu'on trouve des densités plus fortes comparables à celles de petits centres-villes.
La volonté affichée derrière cette politique volontariste est de favoriser un aménagement qui permette de préserver les terres agricoles et le déplacement des personnes en transports en commun. Sur les 835 000 logements jugés nécessaires pour la période, 455 000 sont fléchés vers de futurs quartiers Vinex.

## Mise en œuvre
La mise en œuvre du programme, dès avant le démarrge du premier chantier, suscite des réticences de la part de certaines municipalités. En 1993, le nom « Vinex » doit cesser d'être employé sur certains projets afin de ne pas créer de blocage. Les premières réalisations sont également critiquées pour la taille trop étriquée des logements, la monotonie du bâti, voire la création de « ghettos du XXIe siècle ».

## Liste des quartiers
| Aire métropolitaine                       | Commune                      | Nom du quartier                | Coordonnées                      | Carte                            | Image |  |
| ----------------------------------------- | ---------------------------- | ------------------------------ | -------------------------------- | -------------------------------- | ----- |  |
| Groningue                                 | Groningue                    | De Held (nl)                   | 53° 13′ 09″ nord, 6° 29′ 59″ est |                                  |       |  |
| Leeuwarden                                | Leeuwarden                   | Hempens-Teerns (nl)            | 53° 10′ 42″ nord, 5° 50′ 23″ est |                                  |       |  |
| Emmen                                     | Emmen                        | Delftlanden (nl)               | 52° 45′ 22″ nord, 6° 52′ 03″ est |                                  |       |  |
| Zwolle                                    | Zwolle                       | Stadshagen (nl)                | 52° 32′ 08″ nord, 6° 04′ 04″ est |                                  |       |  |
| Twente                                    | Enschede                     | De Eschmarke (nl)              | 52° 12′ 55″ nord, 6° 57′ 03″ est |                                  |       |  |
| Twente                                    | Hengelo                      | Vossenblet                     | 52° 12′ 55″ nord, 6° 57′ 03″ est |                                  |       |  |
| Twente                                    | Almelo                       | Nijrees                        | 52° 12′ 55″ nord, 6° 57′ 03″ est |                                  |       |  |
| Stedendriehoek (nl)                       | Apeldoorn                    | Osseveld (nl)                  | 52° 12′ 53″ nord, 5° 59′ 46″ est |                                  |       |  |
| Stedendriehoek (nl)                       | Apeldoorn                    | Beemte Zuidbroek (nl)          | 52° 14′ 04″ nord, 6° 00′ 01″ est |                                  |       |  |
| Stedendriehoek (nl)                       | Apeldoorn                    | Woudhuizen                     | 52° 12′ 46″ nord, 6° 02′ 13″ est |                                  |       |  |
| Stedendriehoek (nl)                       | Deventer                     | De Vijfhoek                    | 52° 15′ 39″ nord, 6° 13′ 28″ est |                                  |       |  |
| Stedendriehoek (nl)                       | Zutphen                      | Leesten (nl)                   | 52° 07′ 36″ nord, 6° 13′ 48″ est |                                  |       |  |
| Région métropolitaine Arnhem-Nimègue (nl) | Arnhem                       | Schuytgraaf (nl)               | 51° 56′ 58″ nord, 5° 49′ 55″ est |                                  |       |  |
| Région métropolitaine Arnhem-Nimègue (nl) | Arnhem                       | Saksen Weimar                  |                                  |                                  |       |  |
| Région métropolitaine Arnhem-Nimègue (nl) | Nimègue                      | Waalsprong (nl)                | 51° 51′ 46″ nord, 5° 51′ 41″ est |                                  |       |  |
| Région métropolitaine Arnhem-Nimègue (nl) | Heteren                      | Melkweide                      | 51° 57′ 27″ nord, 5° 44′ 52″ est |                                  |       |  |
| Région métropolitaine Arnhem-Nimègue (nl) | Amersfoort                   | Nieuwland (nl)                 | 52° 11′ 56″ nord, 5° 22′ 39″ est |                                  |       |  |
| Région métropolitaine Arnhem-Nimègue (nl) | Amersfoort                   | Vathorst (nl)                  | 52° 11′ 51″ nord, 5° 24′ 44″ est |                                  |       |  |
| Utrecht                                   | Houten                       | Houten-Zuid                    | 52° 01′ 01″ nord, 5° 10′ 46″ est |                                  |       |  |
| Utrecht                                   | Utrecht / Vleuten / De Meern | Leidsche Rijn (nl)             | 52° 05′ 37″ nord, 5° 03′ 23″ est |                                  |       |  |
| Utrecht                                   | IJsselstein                  | Zenderpark                     | 52° 00′ 37″ nord, 5° 02′ 19″ est |                                  |       |  |
| Amsterdam                                 | Amsterdam                    | IJburg                         | 52° 21′ 23″ nord, 4° 59′ 56″ est |                                  |       |  |
| Amsterdam                                 | Amsterdam                    | Middelveldsche Akerpolder (nl) | 52° 21′ 00″ nord, 4° 47′ 00″ est |                                  |       |  |
| Amsterdam                                 | Purmerend                    | Weidevenne (nl)                | 52° 21′ 00″ nord, 4° 47′ 00″ est |                                  |       |  |
| Amsterdam                                 | Almere                       | Almere Stad (nl)               | 52° 22′ 36″ nord, 5° 12′ 58″ est |                                  |       |  |
| Amsterdam                                 | Almere                       | Almere Buiten (nl)             | 52° 23′ 41″ nord, 5° 16′ 32″ est |                                  |       |  |
| Amsterdam                                 | Almere                       | Almere Poort (nl)              | 52° 21′ 00″ nord, 5° 09′ 21″ est |                                  |       |  |
| Amsterdam                                 | Haarlemmermeer               | Nieuw-Vennep-West              | 52° 16′ 00″ nord, 4° 36′ 24″ est |                                  |       |  |
| Amsterdam                                 | Haarlemmermeer               | IJ-landen                      | 52° 16′ 00″ nord, 4° 36′ 24″ est |                                  |       |  |
| Amsterdam                                 | Haarlemmermeer               | Toolenburg-Zuid                | 52° 17′ 29″ nord, 4° 39′ 25″ est |                                  |       |  |
| Amsterdam                                 | Zaanstad                     | Saendelft (nl)                 | 52° 21′ 00″ nord, 5° 09′ 21″ est |                                  |       |  |
| Amsterdam                                 | Zaanstad                     | Willis (nl)                    | 52° 30′ 34″ nord, 4° 46′ 22″ est |                                  |       |  |
| Alkmaar                                   | Alkmaar                      | Vroonermeer (nl)               | 52° 39′ 20″ nord, 4° 46′ 16″ est |                                  |       |  |
| Alkmaar                                   | Langedijk                    | Bruggesloot                    | 52° 41′ 01″ nord, 4° 48′ 05″ est |                                  |       |  |
| Alkmaar                                   | Heerhugowaard                | Stad van de Zon                | 52° 38′ 49″ nord, 4° 48′ 30″ est |                                  |       |  |
| Haarlem                                   | Beverwijk                    | Broekpolder                    | 52° 29′ 32″ nord, 4° 41′ 33″ est |                                  |       |  |
| Haarlem                                   | Heemskerk                    | Waterakkers/Lunetten           | 52° 30′ 14″ nord, 4° 39′ 40″ est |                                  |       |  |
| Haarlem                                   | Velsen                       | Velserbroek                    | 52° 25′ 47″ nord, 4° 40′ 06″ est |                                  |       |  |
| Hilversum                                 | Huizen                       | Vierde Kwadrant                | 52° 17′ 49″ nord, 5° 16′ 52″ est |                                  |       |  |
| Haaglanden (nl)                           | La Haye                      | Wateringse Veld (nl)           | 52° 01′ 40″ nord, 4° 17′ 12″ est |                                  |       |  |
| Haaglanden (nl)                           | Leidschendam                 | Leidscheveen                   | 52° 03′ 48″ nord, 4° 24′ 45″ est |                                  |       |  |
| Haaglanden (nl)                           | Pijnacker                    | Delfgauw                       | 52° 00′ 30″ nord, 4° 23′ 43″ est |                                  |       |  |
| Haaglanden (nl)                           | Pijnacker                    | Pijnacker Zuid                 | 52° 00′ 16″ nord, 4° 26′ 29″ est |                                  |       |  |
| Haaglanden (nl)                           | Nootdorp                     | Ypenburg (nl)                  | 52° 02′ 30″ nord, 4° 22′ 06″ est |                                  |       |  |
| Haaglanden (nl)                           | Zoetermeer                   | Oosterheem (nl)                | 52° 02′ 24″ nord, 4° 29′ 40″ est |                                  |       |  |
| Rotterdam                                 | Barendrecht                  | Carnisselande (nl)             | 51° 51′ 04″ nord, 4° 30′ 19″ est |                                  |       |  |
| Rotterdam                                 | Bergschenhoek                | Noordrand II                   |                                  |                                  |       |  |
| Rotterdam                                 | Bergschenhoek                | Noordrand III                  |                                  |                                  |       |  |
| Rotterdam                                 | Capelle aan den IJssel       | 's-Gravenland (nl)             | 51° 51′ 00″ nord, 4° 31′ 00″ est |                                  |       |  |
| Rotterdam                                 | Rotterdam                    | Nesselande (nl)                | 51° 59′ 00″ nord, 4° 35′ 13″ est |                                  |       |  |
| Rotterdam                                 | Schiedam                     | Spaland-Oost                   | 51° 56′ 43″ nord, 4° 23′ 01″ est |                                  |       |  |
| Rotterdam                                 | Spijkenisse                  | Maaswijk                       | 51° 50′ 07″ nord, 4° 21′ 45″ est |                                  |       |  |
| Dordrecht                                 | Dordrecht                    | Buitenstad                     |                                  |                                  |       |  |
| Dordrecht                                 | Dordrecht                    | Oudelandshoek (nl)             | 51° 48′ 26″ nord, 4° 42′ 30″ est |                                  |       |  |
| Dordrecht                                 | Papendrecht                  | Oostpolder                     | 51° 50′ 02″ nord, 4° 43′ 24″ est |                                  |       |  |
| Dordrecht                                 | Hendrik-Ido-Ambacht          | De Volgerlanden (nl)           | 51° 50′ 02″ nord, 4° 38′ 50″ est |                                  |       |  |
| Dordrecht                                 | Sliedrecht                   | Baanhoek West (nl)             | 51° 49′ 44″ nord, 4° 44′ 19″ est |                                  |       |  |
| Leyde                                     | Leiderdorp                   | Leyhof                         | 52° 10′ 17″ nord, 4° 32′ 07″ est |                                  |       |  |
| Leyde                                     | Oegstgeest                   | Broek en Simontjespolder       | 52° 11′ 47″ nord, 4° 28′ 57″ est |                                  |       |  |
| Leyde                                     | Voorhout                     | Voorhout Noord                 | 52° 13′ 57″ nord, 4° 29′ 11″ est |                                  |       |  |
| Leyde                                     | Voorhout                     | Hoogh Teijingen                | 52° 13′ 25″ nord, 4° 29′ 44″ est |                                  |       |  |
| Breda                                     | Breda                        | Haagse Beemden (nl)            | 51° 37′ 13″ nord, 4° 43′ 58″ est |                                  |       |  |
| Breda                                     | Breda                        | Nieuw Ginneken IJpelaar        | 51° 34′ 01″ nord, 4° 47′ 53″ est |                                  |       |  |
| Breda                                     | Breda                        | Teteringen                     | 51° 36′ 42″ nord, 4° 49′ 49″ est |                                  |       |  |
| Breda                                     | Breda                        | Westerpark (nl)                | 51° 35′ 18″ nord, 4° 44′ 48″ est |                                  |       |  |
| Bois-le-Duc                               | Bois-le-Duc (nl)             | Haverleij (nl)                 | 51° 43′ 44″ nord, 5° 14′ 53″ est |                                  |       |  |
| Bois-le-Duc                               | Bois-le-Duc                  | Empel                          | 51° 43′ 53″ nord, 5° 19′ 42″ est |                                  |       |  |
| Bois-le-Duc                               | Vught                        | Hoeveneesstraat                | 51° 38′ 22″ nord, 5° 17′ 08″ est |                                  |       |  |
| BrabantStad (nl)                          | Best                         | Heivelden/Heuveleind           | 51° 29′ 54″ nord, 5° 22′ 37″ est |                                  |       |  |
| BrabantStad (nl)                          | Eindhoven                    | Blixembosch (nl)               | 51° 29′ 23″ nord, 5° 28′ 37″ est |                                  |       |  |
| BrabantStad (nl)                          | Etten-Leur                   | Etten-Leur-Noord               | 51° 35′ 25″ nord, 4° 38′ 58″ est |                                  |       |  |
| BrabantStad (nl)                          | Helmond                      | Dierdonk (nl)                  | 51° 29′ 36″ nord, 5° 41′ 33″ est |                                  |       |  |
| BrabantStad (nl)                          | Oosterhout                   | Vrachelen (nl)                 | 51° 39′ 06″ nord, 4° 50′ 02″ est |                                  |       |  |
| BrabantStad (nl)                          | Veldhoven                    | Meerhoven (nl)                 | 51° 27′ 00″ nord, 5° 29′ 00″ est |                                  |       |  |
| BrabantStad (nl)                          | Tilbourg                     | Tilbourg                       | Reeshof (nl)                     | 51° 34′ 55″ nord, 4° 59′ 06″ est |       |  |
| Tilbourg                                  | Tilbourg                     | Noord-Oost                     | 51° 35′ 19″ nord, 5° 04′ 33″ est |                                  |       |  |
| Goirle                                    | Tilbourg                     | Bakertand (nl)                 | 51° 32′ 00″ nord, 5° 04′ 51″ est |                                  |       |  |
| Heerlen                                   | Heerlen                      | Hoogveld                       | 50° 51′ 43″ nord, 5° 59′ 49″ est |                                  |       |  |
| Sittard-Geleen                            | Sittard                      | Hoogveld                       | 51° 00′ 47″ nord, 5° 51′ 22″ est |                                  |       |  |
| Maastricht                                | Maastricht                   | Lanakerveld                    | 50° 52′ 34″ nord, 5° 40′ 08″ est |                                  |       |  |
| Maastricht                                | Maastricht                   | Amby-Zuid                      | 50° 51′ 57″ nord, 6° 10′ 18″ est |                                  |       |  |
| Maastricht                                | Maastricht                   | Dousberg-Hazendans             | 50° 51′ 13″ nord, 5° 38′ 49″ est |                                  |       |  |

## Bilan
Plusieurs rapports gouvernementaux tentent d'établir un bilan du programme Vinex. La synthèse des avis montre une réussite globale des actions, qui répondent correctement aux enjeux. Toutefois, des disparités sont relevées dans la réalisation des quartiers et de leur correspondance aux besoins.

### Logement
En ce qui concerne la problématique du logement, à laquelle le programme Vinex devait répondre en priorité, les objectifs sont globalement atteints avec une construction plus importante que durant la décennie précédente. Le programme permet en effet la construction de 635 000 logements. Cette construction est toutefois inférieure aux attentes exprimées dans le mémorandum de 1991. Par ailleurs, globalement, la qualité des logements est appréciée par leurs habitants,.
La diversité sociale est peu importante dans les quartiers Vinex. Du fait des tailles de logements, de nombreux ménages sont des familles avec enfants ayant choisi ce type de quartier pour la taille des maisons. Toutefois, cette homogénéité s'estompe dans les quartiers les plus anciens. D'autre part, il n'y a pas d'homogénéité culturelle, des familles de toutes origines s'installant dans ces quartiers, et le pourcentage de population immigrée y est plus important que dans le reste du pays.

### Urbanisme
D'un point de vue de l'urbanisme, à quelques exception plus volontaristes près, telles que Brandevoort à Helmond, les objectifs urbains sont peu concluants : les quartiers ne sont pas assez denses, trop monofonctionnels et mal connectés aux réseaux de transport en commun. Toutefois l'urbanité est variable dans les quartiers Vinex ; si elle y est jugée monolithique, elle offre cependant plus de diversité que dans les quartiers conçus au XXe siècle. Les principaux sites Vinex sont des périphéries nouvellement urbanisées, mais aussi des zones plus indépendantes, qui sont parfois considérées comme de nouveaux villages. La typologie des nouveaux quartiers en fait des objets hybrides, mi-urbains, mi-villageois, dont les professionnels déplorent le caractère insuffisamment urbain.

### Architecture
Un reproche communément fait aux quartiers Vinex est leur trop grande ressemblance architecturale qui créerait une monotonie des espaces. La réputation entourant ces quartiers est d'oser peu de choses en matière esthétique et de recourir à des formes peu audacieuses. Toutefois, une étude menée en 2015 montre que, s'il y a une certaine continuité d'aspect des quartiers, c'est moins entre les différents quartiers Vinex qu'entre chaque quartier Vinex et le centre-ville dont il est la banlieue,. Les premières conclusions montrent qu'un « style Vinex » émerge de cette décennie de construction marquée par certaine diversité. Ce style se caractérise notamment par une sobriété fonctionnelle et par l'utilisation de matériaux traditionnels.

### Emploi
En ce qui concerne l'accès des habitants à l'emploi, le rapport est nuancé. Il note que la philosophie ayant prévalu à l'établissement du programme au début des années 1990 était l'incapacité des pouvoirs publics à encadrer le monde du travail considéré comme un marché. En conséquence, aucun outil financier n'était fourni aux collectivités locales pour développer ces aspects, ni aucun soutien aux travaux engagés. De manière générale, le rapport considère que sur cet aspect, le gouvernement néerlandais a manqué d'ambition. Les résultats montrent qu'une concentration des espaces d'activité s'est également opéré mais que ce sont surtout des zones de forte visibilité qui en ont bénéficié.

### Mobilité
La mobilité des habitants des nouveaux quartiers est jugée relativement dépendante de l'automobile. En particulier, les rues des nouveaux quartiers sont pensées prioritairement pour les voitures et pas pour les enfants. Toutefois les auteurs relèvent que cette dépendance est moins forte dans les quartiers Vinex que dans d'autres zones d'expansion du tissu urbain. Quelques opérations, comme celle de Hagen, sont également plus vertueuses,.

### Environnement
Les habitants des nouveaux quartiers Vinex sont très demandeurs d'un environnement de qualité, et de nombreux répondants aux enquêtes de satisfaction déplorent le retard pris dans la réalisation des liaisons vertes censées desservir leurs quartiers. Ils reconnaissent toutefois que les quartiers Vinex présentent l'intérêt d'être plus verts que les centres-villes.
Un reproche communément fait aux quartiers Vinex est leur caractère uniforme voire ennuyeux que les Néerlandais opposent aux centres-villes dynamiques. Toutefois, les enquêtes montrent que ces jugements sont souvent le fait des personnes qui n'habitent pas ces quartiers, notamment du fait de l'image qu'en renvoient certains films, notamment De gelukkige huisvrouw (nl). Par ailleurs, la réputation d'absence de structure commerciale dans les quartiers Vinex n'est en général pertinente que pour les quartiers les plus récents ; les quartiers plus établis ont eu le temps d’acquérir un réseau de commerce.